# Michael Hampe
Michael Hampe (Heidelberg, 3 de junio de 1935-Zúrich, 18 de noviembre de 2022) fue un actor, director de teatro y ópera y director artístico alemán.

## Biografía
Hampe era hijo del arquitecto Hermann Hampe y su esposa Annemarie. Su abuelo era el historiador Karl Hampe, su bisabuelo el historiador cultural Johannes Scherr. Hampe asistió a la escuela secundaria humanista de su ciudad natal. Durante su escuela, pasó un año en los Estados Unidos, donde estudió música de cámara con Louis Krasner como violonchelista en la Universidad de Siracusa (NY). Después de graduarse de la escuela secundaria, recibió su formación como actor en la Escuela Otto-Falckenberg de Múnich. Estudió teatro y musicología en las universidades de Heidelberg, Múnich y Viena. Se doctoró con una disertación sobre el desarrollo de la tecnología escénica con Heinz Kindermann en la Universidad de Viena. 
Hampe trabajó como actor y director en teatros alemanes y suizos. Los años de 1963 a 1965 fueron esenciales para su desarrollo como director en el Teatro Municipal de Berna, donde pudo dirigir obras importantes, como el rey Edipo de Sofocles, El enemigo humano de Molière, Fausto I de Goethe, la vida de Galileo de Brecht, así como en la ópera Idomeneo y La flauta mágica de Mozart y La bota roja de Heinrich Sutermeister.
Durante este tiempo, también trabajó por primera vez en el Festival de Salzburgo como asistente de Leopold Lindtberg en sus producciones de Fausto I y Fausto II de Goethe. 
De 1965 a 1969, Hampe trabajó en el Schauspielhaus Zürich bajo la dirección de Leopold Lindtberg como director y primero como ponente personal, más tarde como subdirector. Aquí trabajó con importantes autores como Friedrich Dürrenmatt, Max Frisch y Arthur Miller y como director con grandes actores personalidades como Mathias Wieman, Willy Birgel, Gustav Knuth, Agnes Fink, Christiane Hörbiger y muchos otros actores conocidos en actuaciones de obras clásicas y modernas. 
Durante y después de su participación en el Schauspielhaus Zürich, trabajó como director invitado, incluyendo en la Ópera Estatal de Baviera y en el Teatro Estatal de Baviera en Múnich, en el Teatro de Bremen y otros teatros.
De 1972 a 1975, Hampe fue director artístico del Teatro Nacional de Mannheim. Con el escenógrafo Rudolf Heinrich, comenzó un ciclo de Mozart allí con  Don Giovanni y El secuestro del serolla, este último también para la reapertura en 1975 del renovado teatro del castillo de Schwetzingen. También asumió un puesto de profesor en la Universidad Estatal de Música y Artes Escénicas de Mannheim.
En 1975, Hampe siguió la llamada como director artístico de la Ópera de Colonia, un puesto que ocupó durante 20 años hasta 1995. Bajo su dirección, la Ópera de Colonia se convirtió en uno de los principales teatros musicales europeos. Numerosos estrenos y estrenos, grandes ciclos de las obras de Mozart, Wagner, Rossini, Janacek, Britten, así como compositores modernos con la participación de intérpretes famosos caracterizaron la era Hampe en Colonia. Numerosas grabaciones de televisión y adaptaciones cinematográficas, así como actuaciones invitadas en los centros musicales de todos los continentes, hicieron que la Ópera de Colonia fuera conocida en todo el mundo bajo su dirección.
Entre sus producciones para la Ópera de Colonia destacan: Falstaff de Verdi (con Tito Gobbi, 1976), Henzes Wir erreichen den Fluss (1977), Los maestros cantores de Nuremberg de Wagner (con Theo Adam y René Kollo, 1979), así como Tristán e Isolda (con René Kollo y Jeannine Altmeyer, 1985), Un Ballo in maschera de Verdi. Su producción de El matrimonio secreto de Cimarosa (1979) se convirtió en un éxito mundial con actuaciones en Londres, París, Edimburgo, Venecia, Estocolmo, Washington, Tokio y Dresde. 
Además, Hampe fue miembro de la junta directiva del Festival de Salzburgo de 1983 a 1990, para el que creó producciones como director en colaboración con importantes directores y el escenógrafo Mauro Pagano. Così fan tutte de Mozart con Riccardo Muti, estrenó  la nueva versión de Hans Werner Henzes de Il ritorno d'Ulisse in patria (1985), Don Giovanni de Mozart con Herbert von Karajan (1987), La Cenerentola de Rossini con Riccardo Chailly (1988) y Le nozze di Figaro de Mozart con Bernard Haitink (1991).
Como director invitado, dirigió regularmente en los principales teatros de ópera, por ejemplo en La Scala de Milán, la Royal Opera House de Londres, París, Múnich, Atenas, Estocolmo, Helsinki, San Francisco, Los Ángeles, Washington, Buenos Aires, Santiago de Chile, Sidney, Tokio, así como en los festivales de Florencia, Pesaro, Rávena, Drottningholm, Edimburgo, el Muchas de sus producciones fueron grabadas y filmadas para la televisión. 
Después de la reunificación alemana, Hampe se hizo cargo del Festival de Música de Dresde de 1993 a 2000, al que ayudó a alcanzar su validez internacional junto con Kim Ry Andersen como director administrativo y director artístico adjunto. 

## Premios y condecoraciones
- Gran Cruz Federal del Mérito 1. Clase
- Medalla de honor de oro del estado de Salzburgo
- Commendatore della Republica Italiana

## Publicaciones
- Ute Kröger: Michael Hampe. En: Andreas Kotte (ed.): Theaterlexikon der Schweiz. Volumen 2,  Zúrich 2005, ISBN 3-0340-0715-9.
- Michael Hampe. En: Directores en Opera. En: John Allison (ed.): Opera Magazine Parte 1, 2006.
- Michael Hampe. En: Gerd Courts: Charlas de mesa de Colonia. Wienand Verlag Köln, 1989, ISBN 3-87909-235-4.
- Es muesste mehr nicht weniger Oper geben, Spiegel,  1981
- Interview: Regisseur Michael Hampe zum Überlebung der Oper, Westdeutsche Zeitung,  2013
- Lied und Regisseur, Lied Akademie des Heidelberger Frühling,  2017